# Pud Glass

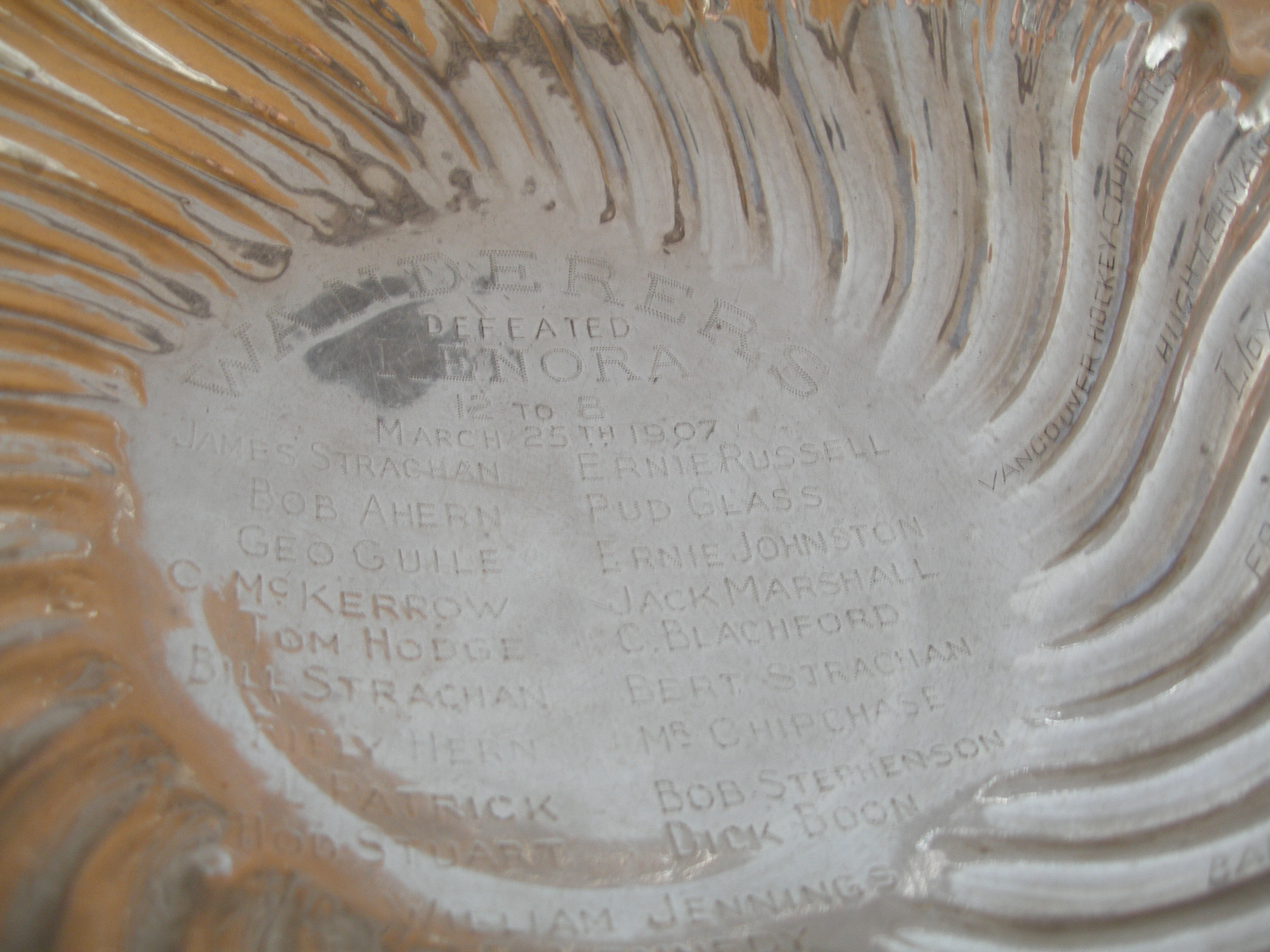
Stanley Cup med Pud Glass namn ingraverat.

Frank "Pud" Glass, född 10 februari 1884 i Kirk's Ferry, Skottland, död 22 mars 1965 i Morrisburg, Ontario, var en kanadensisk professionell ishockeyspelare.

## Karriär
Pud Glass föddes i Skottland men växte upp i Kanada. Han spelade juniorishockey för Montreal St. Lawrence och Montreal St. Charles i Montreal City Hockey League fram till och med säsongen 1903–04. Säsongen 1904–05 bytte han upp sig till seniornivå och Montreal Wanderers i Federal Amateur Hockey League. Wanderers var ett topplag på den kanadensiska ishockeyscenen under övergångsperioden mellan amatörishockeyn och de professionella ligorna och vann fyra Stanley Cup åren 1906, 1907, 1908 och 1910 som medlemmar av ECAHA, ECHA och NHA. Glass var lagkapten för Wanderers 1910 då laget vann sin fjärde och sista Stanley Cup.
Glass avrundade spelarkarriären med en säsong i Montreal Canadiens i NHA 1911–12.
Pud Glass växte upp i samma område i Montreal, Pointe-Saint-Charles, som lagkamraten i Montreal Wanderers Ernie "Moose" Johnson. Glass och Johnson var oskiljaktiga följeslagare till varandra både på och utanför rinken under tiden i Wanderers. De två spelade tillsammans med Montreal St. Lawrence i Montreal City Hockey League säsongen 1902–03 innan de återförenades säsongen 1906 med Montreal Wanderers. I början på säsongen 1905–06 så försökte Brooklyn Skating Clubs lagledare Tom Howard värva både Glass och Johnson till sin New York-klubb, men AAHL:s regelkommitté slog fast att de två kanadensiska spelarna var obehöriga för spel med den amerikanska amatörklubben på grund av professionalism.

## Statistik
MCHL = Montreal City Hockey League, FAHL = Federal Amateur Hockey League, ECAHA = Eastern Canada Amateur Hockey Association, ECHA = Eastern Canada Hockey Association
| 1901–02             | Montreal St. Lawrence | MCHL                | –  | –  | – | –  | –  | –  | –  | – | –  | –  |
| 1902–03             | Montreal St. Lawrence | MCHL                | –  | –  | – | –  | –  | –  | –  | – | –  | –  |
| 1903–04             | Montreal St. Charles  | MCHL                | –  | –  | – | –  | –  | –  | –  | – | –  | –  |
| 1904–05             | Montreal Wanderers    | FAHL                | 6  | 9  | 0 | 9  | 6  | –  | –  | – | –  | –  |
| 1906                | Montreal Wanderers    | ECAHA               | 10 | 10 | 0 | 10 | 12 | –  | –  | – | –  | –  |
|                     |                       | Stanley Cup         | –  | –  | – | –  | –  | 2  | 3  | 0 | 3  | 6  |
| 1907                | Montreal Wanderers    | ECAHA               | 10 | 14 | 0 | 14 | 11 | –  | –  | – | –  | –  |
|                     |                       | Stanley Cup         | –  | –  | – | –  | –  | 6  | 8  | 0 | 8  | 21 |
| 1907–08             | Montreal Wanderers    | ECAHA               | 9  | 3  | 0 | 3  | 23 | –  | –  | – | –  | –  |
|                     |                       | Stanley Cup         | –  | –  | – | –  | –  | 5  | 6  | 0 | 6  | 13 |
| 1909                | Montreal Wanderers    | ECHA                | 12 | 18 | 0 | 18 | 29 | –  | –  | – | –  | –  |
|                     |                       | Stanley Cup         | –  | –  | – | –  | –  | 2  | 5  | 0 | 5  | 11 |
| 1910                | Montreal Wanderers    | NHA                 | 13 | 15 | 0 | 15 | 38 | –  | –  | – | –  | –  |
|                     |                       | Stanley Cup         | –  | –  | – | –  | –  | 1  | 0  | 0 | 0  | 0  |
| 1910–11             | Montreal Wanderers    | NHA                 | 16 | 17 | 0 | 17 | 31 | –  | –  | – | –  | –  |
| 1911–12             | Montreal Canadiens    | NHA                 | 16 | 8  | 0 | 8  | 10 | –  | –  | – | –  | –  |
| ECAHA + ECHA totalt | ECAHA + ECHA totalt   | ECAHA + ECHA totalt | 41 | 45 | 0 | 45 | 75 | –  | –  | – | –  | –  |
| NHA totalt          | NHA totalt            | NHA totalt          | 45 | 40 | 0 | 40 | 79 | –  | –  | – | –  | –  |
| Stanley Cup totalt  | Stanley Cup totalt    | Stanley Cup totalt  | –  | –  | – | –  | –  | 16 | 22 | 0 | 22 | 51 |